# Syndrom chorego budynku
Syndrom chorych budynków (SBS, z ang. sick building syndrome) – zespół dolegliwości zdrowotnych związanych z przebywaniem w określonym budynku.
Wystąpienie przykrych dolegliwości związane jest głównie ze zbyt małą ilością świeżego powietrza w pomieszczeniu oraz z jego złą jakością. Źródłami zanieczyszczeń powietrza w pomieszczeniu mogą być organizmy żywe (np. produkty uboczne oddychania, pocenia się, grzyby), materiały budowlane i elementy wyposażenia wnętrz (np. rozpuszczalniki, impregnaty drewna, związki emitowane przez farby malarskie, azbest), systemy wentylacji i klimatyzacji (np. mikroorganizmy żyjące w nieczyszczonych przewodach wentylacyjnych), powietrze zewnętrzne (np. zanieczyszczenia chemiczne powietrza w dużych aglomeracjach miejskich) albo samo użytkowanie pomieszczeń (np. palenie tytoniu).
W 1984 roku Światowa Organizacja Zdrowia informowała, iż syndrom SBS występuje aż w 30% nowych i odnawianych budynków na świecie.

## Objawy SBS
Do objawów SBS zalicza się:
- bóle i zawroty głowy
- omdlenia
- mdłości
- objawy przemęczenia
- podrażnienie błon śluzowych
- utrudnione oddychanie

i inne dolegliwości.